# هالة قريصة
هالة رمزي فايز قريصة سياسية بحرينية من أصل مصري. تشغل حاليا عضوية مجلس الشورى منذ 2010.

## السيرة
ولدت قريصة في العاصمة المصرية القاهرة. حصلت على بكالوريوس إدارة أعمال من جامعة البحرين وشهادة المحاسبة القانونية وشهادة إدارة المخاطر المالية من الولايات المتحدة الأمريكية.
عملت مراقبة للاستثمارات والعقود بشركة نفط البحرين. ثم عملت مديرة إدارة المخاطر المالية بشركة طيران الخليج. ثم عملت مساعد مدير عام المؤسسة العامة للموانئ البحرية ثم ترقت إلى مدير عام التخطيط والشؤون الإدارية بشؤون الجمارك بوزارة الداخلية. تم تعيينها عضوة في مجلس الشورى في عام 2010 عن الطائفة المسيحية.